# Kamon Ryohei
Ryohei Kamon (sinh ngày 22 tháng 9 năm 1986) là một cầu thủ bóng đá người Nhật Bản.

## Sự nghiệp câu lạc bộ
Ryohei Kamon đã từng chơi cho Fagiano Okayama.